# Montgròs (Olesa de Bonesvalls)
El Montgròs és una muntanya de 538 metres que es troba al municipi d'Olesa de Bonesvalls, a la comarca de l'Alt Penedès.